# Gelbschulterfledermäuse
Gelbschulterfledermäuse (Sturnira) sind eine Fledermausgattung innerhalb der Unterfamilie Fruchtvampire. Zur Gattung zählen etwa 25 Arten, die in Mittel- und Südamerika vorkommen.
Der wissenschaftliche Name der Gattung ist aus dem lateinischen Namen des Vogels Star gebildet. Er bezieht sich auf das Schiff HMS Starling, das 1836 an der Expedition beteiligt war, die zur Entdeckung der Typart führte.
Gelbschulterfledermäuse erreichen eine Kopf-Rumpf-Länge von 51 bis 101 mm und eine Unterarmlänge von 34 bis 61 mm; der Schwanzansatz ist äußerlich nicht sichtbar. Die meisten Arten wiegen zwischen 15 und 25 g. Abweichend wird die Torre-Gelbschulterfledermaus  (Sturnira magna) bis zu 45 g schwer und Sturnira aratathomasi kann ein Gewicht von 67 g erreichen. Allgemein hat das Fell eine braune Farbe, vereinzelt mit grauen oder rosa Tönen. Es kommen auch Arten vor, die ihre Fellfarbe im Jahresverlauf wechseln. Der deutsche Trivialname bezieht sich auf gelbe oder rötliche Haarbüschel an den Schultern, die bei vielen Exemplaren vorkommen und an Epauletten erinnern. Das für die Familie typische Nasenblatt ist bei allen Arten vorhanden. Vertreter der Untergattung Corvira haben nur zwei untere Schneidezähne, alle anderen besitzen vier.
Diese Fledermäuse leben in feuchten Habitaten, die zwischen Wäldern und offenen Landschaften variieren. Sie ruhen in Baumhöhlen und Gebäuden. Ihre Nahrung besteht hauptsächlich aus Früchten. Die Paarungszeit ist abhängig von der Art und dem Verbreitungsgebiet. Es kommen Arten vor, die mehrere Paarungszeiten pro Jahr haben. Ein Wurf besteht allgemein aus einem Jungtier.
Gegenwärtig sind 25 Arten beschrieben, verteilt auf zwei Untergattungen.
- Untergattung Sturnira
  - Sturnira angeli
  - Sturnira aratathomasi, Kolumbien.
  - Sturnira bakeri
  - Sturnira boadai
  - Bogota-Gelbschulterfledermaus (Sturnira bogotensis), Nordost-Südamerika.
  - Sturnira burtonlimi
  - Haarige Gelbschulterfledermaus (Sturnira erythromos), Nordost-Südamerika.
  - Sturnira giannae
  - Honduras-Gelbschulterfledermaus (Sturnira hondurensis), Mexiko bis Nicaragua.
  - Sturnira koopmanhilli
  - Sturnira lilium, Mexiko bis nördliches Argentinien.
  - Anthony-Gelbschulterfledermaus (Sturnira ludovici), Mexiko bis Ecuador und Guyana.
  - Luis-Gelbschulterfledermaus (Sturnira luisi), Costa Rica bis Peru.
  - Torre-Gelbschulterfledermaus (Sturnira magna), Nordost-Südamerika.
  - Mistrato-Gelbschulterfledermaus (Sturnira mistratensis), Kolumbien.
  - Talamanca-Gelbschulterfledermaus (Sturnira mordax), Costa Rica und Panama.
  - Bolivianische Gelbschulterfledermaus (Sturnira oporaphilum), Ecuador bis nördliches Argentinien.
  - Nördliche Gelbschulterfledermaus (Sturnira parvidens), Mexiko bis Costa Rica.
  - Sturnira paulsoni
  - Sturnira perla
  - Soriano-Gelbschulterfledermaus (Sturnira sorianoi).[4]
  - Thomas-Gelbschulterfledermaus (Sturnira thomasi), Guadeloupe und Montserrat.
  - Tilda-Gelbschulterfledermaus (Sturnira tildae), nördliches Südamerika.

- Untergattung Corvira
  - Zweizahn-Gelbschulterfledermaus (Sturnira bidens), Nordost-Südamerika.
  - Kleine Gelbschulterfledermaus (Sturnira nana), Peru.